# ملخص بدء التشغيل (شركة)
ملخص بدء التشغيل هي شركة إعلامية تنشر رسائل إخبارية عبر البريد الإلكتروني حول أحداث بدء التشغيل والمحتوى التعليمي في أكثر من300 مدينة    تم تأسيس ملخص بدء التشغيل على يد كريستوفر ماكان وبريندان مكمانوس في عام 2009.

## التاريخ
بعد تخرجه من كال بولي سان لويس أوبيسبو بدرجة ريادة الأعمال في يونيو 2009، انتقل ماكان إلى وادي السيليكون للعمل مع مركز التوصيل والتشغيل التقني.   لم يكن ماكان يعرف أي شخص في المنطقة وبدأ في الذهاب إلى الأحداث التقنية لمقابلة أشخاص. بدأ في تجميع قائمته الشخصية لأفضل الأحداث في وادي السيليكون وفي نوفمبر 2009، أرسل هذه القائمة في بريد إلكتروني إلى 22 صديقًا. 
شارك ماكان وزميله في السكن، بريندان مكمانوس، في تأسيس ملخص بدء التشغيل بعد أول بريد إلكتروني.  في غضون90 يومًا، نمت قائمتهم من 22 شخصًا إلى 12000. حصلوا على 25000 دولار في التمويل الأولي، وبحلول نهاية العام الأول، وصلت قائمتهم إلى 100000 مشترك.    في مارس 2011، حصلوا على تمويل إضافي بقيمة 200000 دولار من مؤسسة كوفمان. حاليًا، تضم ملخص بدء التشغيل أكثر من 430.000 مشترك.
استحوذت بداية نهاية الاسبوع على ملخص بدءالتشغيل في أكتوبر 2012، وأصبحت لاحقًا جزءًا من عائلة شركات تيكستارز بعد استحواذها على بداية نهاية الاسبوع في عام 2015.  

## وصف
ملخص بدء التشغيل هي رسالة إخبارية أسبوعية بالبريد الإلكتروني.تحتوي النشرة الإخبارية على أحداث متعلقة ببدء التشغيل والتكنولوجيا في المجتمعات المحلية؛ حاليا، تعمل ملخص بدء التشغيل في أكثر من 300 مدينة في جميع أنحاء العالم.
يستخدم ملخص بدء التشغيل لتوليد إيرادات من برنامج في أي بي.  تمتلك الشركة حاليًا 500 أمين معارض في جميع أنحاء العالم.  

## روابط خارجية
- StartupDigest.com